# Momčilo Đokić
Momčilo Đokić - em sérvio, Moмчилo Ђoкић (27 de fevereiro de 1911 - 21 de abril de 1983) foi um futebolista iugoslavo. Ele competiu na Copa do Mundo de 1930, sediada no Uruguai, na qual a Iugoslávia terminou na quarta colocação dentre os treze participantes.

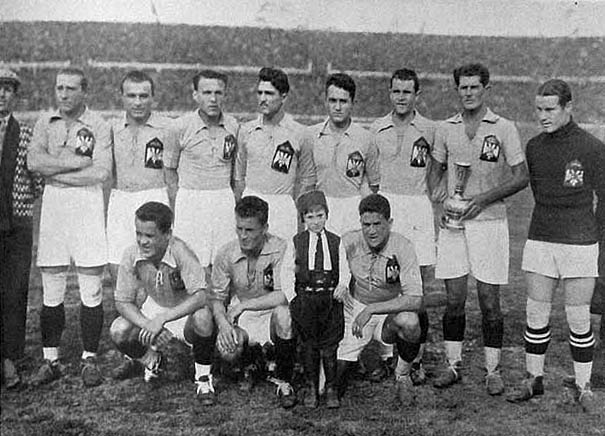
Equipe internacional da Iugoslávia de 1930